# Laurent Garnier
Pour les articles homonymes, voir Garnier.
Pour le sportif français, voir Laurent Garnier.
Laurent Garnier, né le 1er février 1966 à Boulogne-Billancourt (Hauts-de-Seine), est un DJ, compositeur et producteur français de musique électronique.
Fondateur et directeur du label français F Communications, il crée en 2013, aux côtés de Nicolas Galina et d'Arthur Durigon, le festival Yeah ! à Lourmarin dans le Luberon.
Souvent assimilé au mouvement French touch puisqu'il s'est fait connaître du grand public à la même époque, Laurent Garnier se défend d'avoir contribué à l'émergence de cette scène qui n'est pour lui « qu'une simple étiquette apposée sur les productions Disco/House filtrée françaises de la fin des années 90 ».

## Biographie
Laurent Garnier est né le 1er février 1966 à Boulogne-sur-Seine, dans une famille dont le père est forain et la mère coiffeuse. Très jeune, il se rend compte que la musique fait et fera partie intégrante de sa vie. Il s'enferme dans sa chambre, transformée en véritable discothèque grâce à un ami de son père, plusieurs heures par jour. Derrière ses platines, il s'imagine faire danser les foules et anime les soirées familiales dès qu'il en a l'occasion. Il fait ses premiers mix en 1982 sur la radio libre Radio Teenager tous les vendredis durant 4 heures, depuis Le Pecq.
Mais c'est lorsqu'il déménage à Londres pour devenir valet de pied de l'ambassadeur de France après être sorti premier de l'école hôtelière que tout s'enclenche.
Il découvre les nuits anglaises et s'installe à Manchester. Il franchit les portes du club Haçienda dans cette même ville ne tardant pas à jouer sous le pseudonyme de DJ Pedro les premiers disques house venant de Détroit et du label Underground Resistance. En Angleterre encore, il découvre les rave parties et essaie d'amener ce courant musical britannique sur la scène française. Privilégiant l'aspect musical comme vecteur d'organisation de ces fêtes, il s'éloigne de ce mouvement « lorsque la drogue d'abord, puis l'argent deviennent les raisons majeures de l'organisation de ces rassemblements. » Après son service militaire en France, il part pour New York.
De retour à Paris vers la fin des années 1980, la scène « house » française est encore inexistante ; il joue à La Locomotive aux côtés d'Erik Rug, endroit où il joue aussi du rock. Au départ dans ce club, la techno est mal vue que ce soit par les clients ou par les propriétaires. Mais les soirées « H3O » du mercredi, organisées par Rug et Garnier vont insérer le new beat belge, les différents courants de la house américaine, le tout ponctué de rap. Le duo exige d'avoir leurs noms sur les flyers, « ce qui ne se faisait pas encore » précise Rug.
Au-delà de La Loco, il joue au Palace le dimanche après-midi avec Philippe Corti comme directeur artistique. Il fait, à la même période que David Guetta, des soirées rap et house au Rex Club, club dont il deviendra un DJ régulier. Il joue aussi à la Luna (Paris 11e) parfois accompagné de son copain DJ Deep, à l'éphémère Boy, au Queen, au Studio Circus à Cannes, à l'An-Fer à Dijon où il a une résidence durant cinq années,, imposant dans tous ces lieux, techno et house. Dans les années 1990, il anime « Paradise Garage », une émission tous les jeudis sur Radio Nova. En janvier 1992, Libération et le label Fnac Music Dance Division organise une rave à La Défense : Laurent Garnier est l'un des DJ présents, devant un public de 4 000 personnes. Il a contribué à changer l'image de la techno et de la house, qui est plus que du simple bruit, notamment auprès du public français, grâce à sa présence sur MaXXimum, Radio Nova, Fun Radio ou Radio FG.
Après avoir créé son label F Communications avec Éric Morand, il sort en 1994 son premier album, vendu alors à plus de 70 000 exemplaires, puis un second trois ans plus tard, aux sonorités variées et plus éloignées de la techno. Il produit, en 1995, Ludovic Navarre St Germain et l'album Boulevard. Laurent Garnier devient le premier gagnant des Victoires de la musique dans la catégorie Musique électronique ou Dance, ainsi baptisée à l'époque en février 1998.
Un nouvel album sort en février 2000, puis un quatrième « un peu particulier » en 2007, puis un aux sonorités jazzy et variées deux ans après. En 2009, il entame une tournée mondiale qui présente son nouvel album Tales Of A Kleptomaniac. Le 13 mars 2010, il conclut sa tournée Tales Of A Kleptomaniac avec un concert à la Salle Pleyel ; il s'agit du premier concert de musique électronique dans cet antre de la musique classique.

### Points marquants de sa carrière

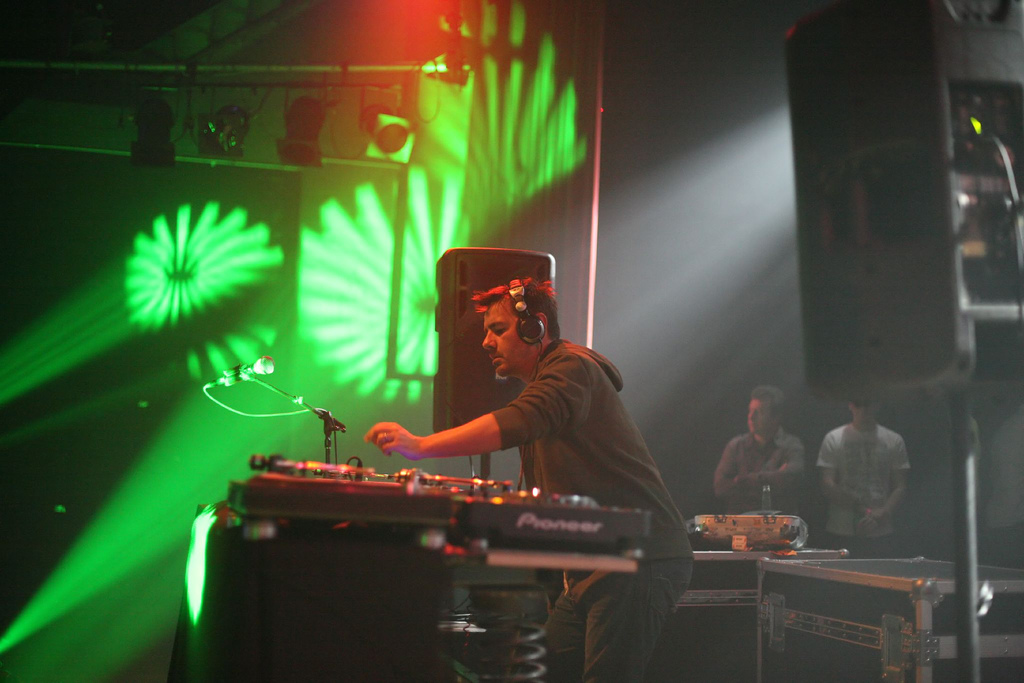
Laurent Garnier à Melbourne en 2007

Le 18 septembre 1998, il clôt la première Techno Parade place de la Nation avec un set retransmis sur M6.
Afin selon lui de promouvoir la diversité musicale, il propose sa radio sur le Web : Pedro's Broadcasting Basement, où se côtoient des styles musicaux différents.
Son ouvrage Électrochoc paru en 2003 est consacré à la scène électronique. Scène qu'il a vue éclore à la fin des années 1980 et dont il fut l'un des acteurs durant la décennie 90. Avec comme ambition de faire connaître le mouvement auprès du public durant ces années-là, il sillonnera l'Europe, le monde, les clubs et les rave parties (dont il a connu l'avènement puis la disparition). L'ouvrage se vend rapidement après sa sortie à 10 000 exemplaires.
Son label F Communications a suspendu ses activités en 2008. Il se met cette même année à tourner en tant que DJ.
En 2010, il tourne un film / fiction (dont il compose aussi la BO) tiré de son livre Électrochoc où le personnage principal s'avère être un DJ.
Entretemps, il participe au Festival des Nuits Sonores de Lyon avec un mix de quatre heures sous son nouveau projet live LBS (Live Booth Sessions), trio composé de Laurent Garnier, Benjamin Rippert et Stéphane Dri alias Scan X (les trois initiales formant également l'acronyme LBS).
Pour l'année de la Russie en France, il compose la musique du ballet Suivront mille ans de calme, créé par Angelin Preljocaj en collaboration avec les danseurs du théâtre du Bolchoï.
Depuis le 3 janvier 2010, Laurent Garnier est de retour avec une émission de radio It is what it is, coproduction des Radios francophones publiques. Cette émission est diffusée en France sur la radio Mouv' chaque samedi de 20 à 21 h, elle est également reprise en Belgique sur Pure FM, en Suisse sur Couleur 3 ainsi qu'au Mali sur la chaîne 2, programme de l’ORTM à destination des jeunes basé à Bamako. L'émission It is what it is du 8 décembre 2013 a clos la saison 5 radiophoniques. Après deux ans d'absence, une sixième saison de six épisodes de l'émission It is what it is a débuté sur la webradio Radio Meuh en novembre 2015 tous les premiers dimanches du mois (18 h) et s'est clos en juin 2015. La saison 7 devait reprendre à la rentrée 2016 toujours sur Radio Meuh.
En février 2012, son entrée dans le label Ed Banger Records est annoncée par Pedro Winter. En juin 2013, il fait la fermeture du festival Garorock de Marmande.
En novembre 2015, Laurent Garnier entame la 6e édition de radio It is what it is sur Radio Meuh (webradio). Ce même mois de novembre sort l'album d'Abd al Malik Scarification en collaboration avec Laurent Garnier.
Le 15 septembre 2017, il est fait chevalier de la Légion d'honneur et devient ainsi le premier DJ à recevoir cette décoration,.
Le 18 juin 2019, il annonce sur les réseaux sociaux l'arrivée d'un documentaire nommé Laurent Garnier: Off the Record retraçant son parcours, en collaboration avec Gabin Rivoire. Le projet est mis en avant via une campagne de financement participatif sur le site Kickstarter.
En octobre 2019, Laurent Garnier s'engage publiquement dans la lutte contre le sida, aux côtés de l'association Solidarité Sida.
En 2020, pour célébrer les 25 ans du label F Communications, cinq vagues d'éditions limitées de morceaux remasterisés paraissent tout au long de l'année. Avec notamment Laurent Garnier, Scan X, Mr Oizo et St Germain.

## Discographie sélective

### Albums
- Shot in the Dark (1994)
- 30 (1997)
- Early Works (compilation) (1998)[21]
- Unreasonable Behaviour (2000)
- The Cloud Making Machine (2005)
- Retrospective (2006)
- Public Outburst (album live) (2007)
- Tales of a Kleptomaniac (2009) [22]
- Suivront Mille Ans De Calme (bande originale du ballet d'Angelin Preljocaj) (2010)
- Home Box (2015)[23]
- Paris Est à Nous (avec Jean Charles Bastion) (bande originale du film) (2019)
- Le Roi Bâtard (avec Saycet) (bande originale du film) (2020)
- De Película (avec The Limiñanas) (2021)[24]
- Entre la Vie et la Mort (bande originale du film) (2022)
- 33 tours et puis s'en vont (2023)

#### Singles & EPs sur le labelFnac Music Dance Division
- French Connection (avec Mix Master Doody) - As French Connection - 1991
- Stronger by Design EP - 1992
- Join Hands Remixes - 1992
- Choice - Paris EP - 1993 (également publié sur Fragile Records)
- A Bout de Souffle EP - 1993
- For House Music Lovers - 1993
- Alaska - Lost in Alaska - 1993
- Planet House EP - 1993

#### Singles & EPs sur le labelF Communications
- Dune (avec Pascal F.E.O.S.) - Alliance EP - 1994
- Astral Dreams - 1994
- Astral Dreams Daydreams - 1994
- Alaska - Deuxième EP - 1995
- Club Traxx EP - 1995
- The Hoe - 1996
- Crispy Bacon part 1 (extrait de 30) - 1997
- Crispy Bacon part 2 - 1997
- Flashback (extrait de 30) - 1997
- Coloured city - 1998
- Club traxx EP vol 2 - 1998
- The sound of the big babou - 1999
- The man with the red face - 2000
- Greed - 2000
- Greed world wide remixes - 2000
- Sambou - 2002
- Alaska - Returning back to Sirius - 2003
- Marl Chingus (avec Ludovic Llorca) - 6 months earlier - 2004
- The cloud making machine reworks vol 1 & 2 - 2005
- Gnamankoudji - 2009[22]
- Pay TV - 2009
- Honey I'm Home! - 2015

#### Singles & EPs sur d'autres labels
- French Connection (avec Mix Master Doody) - Who cares - Creed Records - 1990
- The Bunko Squad (avec Lenny Dee) - Push Da Tempo (Move Your Body) - 	Ruff Beats Records - 1995
- Back to my roots EP - Innervisions - 2008
- Alaska - It's Just Muzik EP - Crosstown Rebels - 2010
- Timeless EP - Ed Banger Records - 2012
- Jacques In The Box Remixes - Ed Banger Records - 2013
- AF 0490 - Still Music - 2014
- A13 - Musique Large - 2014
- AF 4302 - 50Weapons - 2014
- KL 2036 - MCDE - 2014
- BA371 - Hypercolour - 2014
- Tribute EP - Kompakt - 2017
- Feelin' Good (avec Chambray) - Rekids - 2019
- 33T.E.P.S.V. EP01 - COD3 QR - 2022
- 33T.E.P.S.V. EP02 - COD3 QR - 2022
- 33T.E.P.S.V. EP03 - COD3 QR - 2022
- 33T.E.P.S.V. EP04 - COD3 QR - 2022
- 33T.E.P.S.V. EP05 - COD3 QR - 2022

### DVD et VHS
- Afters - Mixé par Laurent Garnier, VJ par V-Form, In Out - 1994
- Greed - DVD single - F Communications, Film Office, TDK Mediactive - 2001
- Unreasonable Live - Live à l'Élysée Montmartre - F Communications - 2002
- It's Just Musik - Live à Pleyel - PIAS - 2011
- Off the Record - Condor Entertainment - 2021

## Récompenses
- 1998 : Victoire de la musique catégorie Album de musique électronique dance de l'année pour l'album 30

## Décorations
- Chevalier de la Légion d'honneur[25],[26]
- Officier de l'ordre des Arts et des Lettres[27]